# Blind Melon
Blind Melon es una banda de rock alternativo formada en 1990 en el estado de California. Su actividad se extendió desde ese año hasta 1995, año de la inesperada muerte de su vocalista Shannon Hoon, quien solo tenía veintiocho años. La banda no fue reformada sino hasta once años después, siendo reemplazado Hoon por Travis Warren, exmiembro de Rain fur Rent.

## Historia
La banda se formó en 1990 en la ciudad de Los Ángeles, aunque eran todos procedentes de pueblos pequeños de distintos lugares del país, como Indiana, Pensilvania y Misisipi. Su alineación original -y la más reconocida- estuvo compuesta por Richard Shannon Hoon en voz, Roger Stevens en guitarras, Christopher Thorn también en guitarras, Brad Smith en bajo y coros, y Glen Graham en batería y percusiones.
El nombre Blind Melon proviene en realidad de «Blind Melon Chitlin», pista del primer álbum del dúo humorístico Cheech & Chong, el cual parodiaba al legendario blusero Blind Lemon Jefferson. Los músicos no conocían el término hasta que escucharon al padre de Brad apodar blind melons a unas personas de apariencia hippie que vivían cerca de su casa, lo cual les hizo mucha gracia.
En marzo de 1991, la banda firmó contrato con Capitol Records, para así editar un año más tarde su álbum debut homónimo, que contó por la supervisión de Rick Parashar (productor del álbum Temple of the Dog y del Ten de Pearl Jam). Esta producción tiene notables influencias de la música rock de los años '70, el folk, el pop y la Neopsicodelia, aunque también cuenta con algunos toques funkies.
Algo que los impulsó a nivel mediático por aquel tiempo, fue la aparición de Shannon en el vídeoclip «Don't Cry» de Guns N' Roses. Una colaboración bastante natural dado que Hoon y Axl Rose son de Lafayette y se conocían allá desde antes.
Si bien el disco debut no consiguió muchas ventas ni gran notoriedad a poco de salir al mercado, el sencillo «No Rain» de 1993 contribuyó a difundir la música de Blind Melon por los Estados Unidos y a nivel internacional. Su vídeo, protagonizado por Heather Deloach (de por entonces 10 años), quien aparece disfrazada de abeja -recreando la portada del disco- tuvo una alta rotación en MTV y así alcanzó una popularidad espectacular. Así fue cómo el disco logró superar poco después las cuatro millones de copias vendidas.

## Recitales
Para presentarlo, abrieron conciertos de Lenny Kravitz, Neil Young, Soundgarden, Rolling Stones y encabezaron su propia gira que debió ser suspendida a poco de comenzarse debido al abuso de drogas por parte de Shannon Hoon.
Durante la participación en el festival Woodstock 94, Hoon salió a escena con el vestido de boda de su mujer. Durante el concierto, interactuó con el público y finalizó el show arrojando los instrumentos de percusión a los espectadores.

## Segundo disco
A fines de 1994, en Nueva Orleans, la banda comenzó a grabar su segundo álbum de estudio, Soup, de la mano del destacado productor Andy Wallace. Fue publicado en 1995 y significó un ligero avance hacia el rock alternativo, con canciones más cortas y recortando la influencia del folk y el pop y rock
Este material no tuvo una gran acogida inicial por parte de la crítica e incluso de los seguidores, quienes no comprendieron el cambio de Blind Melon en su sonido y letras. El guitarrista Christophter contó en una entrevista en 2006: «Muchos fanes se sintieron confusos y desilusionados, y mentiría si dijera que no nos afectó. Pero creo que Soup es esa clase de disco que gana con los años, porque hoy en día se me acerca mucha gente y me dice que es su disco favorito de Blind Melon, mientras que hace diez años, la mayoría pensaron que era un disco muy irregular, y demasiado oscuro».
Tanto la grabación del álbum como la gira de promoción estuvieron marcadas por las adicciones y el comportamiento errático de Hoon. Éste tuvo que llevar a su tutor de la clínica de rehabilitación en la que estaba ingresado para que le impidiese reincidir en su adicción, pero debido a la desobediencia del vocalista, el tutor fue despedido a los pocos días de comenzar la gira.

## Muerte de Hoon
El 21 de octubre de 1995, en Nueva Orleans, Hoon fue encontrado muerto en el autobús del grupo a causa de una sobredosis de cocaína, horas antes de una presentación en dicha ciudad.
Sus compañeros decidieron editar un disco póstumo, titulado Nico, que contiene temas descartados, canciones inéditas y versiones de John Lennon y Steppenwolf. El título del álbum es el mismo que el nombre de la hija de Hoon, que contaba con sólo trece semanas de vida al morir su padre. Los beneficios recaudados por las ventas del disco fueron destinados a la manutención de la hija de Hoon y donados a asociaciones de ayuda a músicos con problemas de adicción al alcohol y a las drogas.

## Separación
Después de un breve y fallido intento de seguir adelante con un vocalista nuevo, la banda Blind Melon no anunciaría su separación oficial hasta el 4 de marzo de 1999, ya cuando sus integrantes se encontraban en distintos proyectos. Ellos mismos aseguraron que Blind Melon desapareció con la muerte de Shannon y que reponerse de su pérdida es algo que les tomó tiempo.
Así lo recuerda Glen Graham en una entrevista en 2011: «Después de la muerte de Shannon, estuvimos como un año buscando un cantante sin que surgiera nadie demasiado en serio. Así que toqué en varias bandas. Glenn, Roger y Christopher produjeron e hicieron álbumes para otros grupos. No estuvo genial, no era lo que queríamos hacer, pero era lo que podíamos en ese momento».
La pérdida temprana del cantante y el correr de los años, han hecho que Blind Melon pasara a ser una banda de culto, haciendo que el público revalorizara su música con mayor intensidad, debido a su gran legado, que trajo sentimientos musicales característicos de los años '60 y '70, pero llevados a la modernidad, y así como el movimiento grunge, las canciones del grupo fueron toda una voz para la furiosa «Generación X».[cita requerida]
En 2002, Capitol Records editó un DVD titulado Classic Masters que contiene videos y entrevistas de la banda. La gran acogida que recibió este DVD hizo que los antiguos miembros editasen Live And The Woodstock 94, en 2005 junto con un DVD que muestra una actuación de la banda en septiembre de 1995 en Chicago.
En abril de 2006, Capitol Records editó otro DVD en directo, Live at the Palace. El 16 de diciembre salió a la venta un álbum tributo a Blind Melon sólo en Nueva Zelanda, aunque contiene canciones de grupos de todo el mundo.

## Reunificación
El 15 de septiembre de 2006 se anunció una reunificación de la banda con un nuevo vocalista, Travis Warren, proveniente de Rain fur Rent. Poco después, el 9 de noviembre, se publicaron tres nuevas canciones de Blind Melon, «Make a Difference», «For My Friends» y «Harmful Belly», y en agosto de 2007 se les unió otra más, «Wishing Well», que puede ser escuchada en el sitio de la banda en MySpace. El 7 de octubre de 2007, Blind Melon realizó su primer concierto en doce años en la ciudad de Providence, Rhode Island.
For My Friends, el nuevo álbum de Blind Melon, salió el 22 de abril de 2008 en Adrenaline Records. Anteriormente había sido publicado el primer sencillo, «Wishing Well», el 4 de marzo.
En septiembre se publicó el libro A Devil on One Shoulder and an Angel on the Other: The Story of Shannon Hoon and Blind Melon, del periodista musical Greg Prato, basado en la carrera de la banda antes de la muerte de Shannon Hoon.
En noviembre, la banda anunció la salida de Warren, por razones no oficiales: mientras Warren adujo que le habían expulsado de la banda tras perder la voz a causa de la gran cantidad de conciertos que dio, el resto de miembros apuntó a la irresponsabilidad y a la falta de comunicación con el resto como los detonantes de la marcha del vocalista, añadiendo que había sido una decisión del propio cantante. A fines de 2010 y comienzos de 2011, la banda se vuelve a juntar con Warren para dar una serie de conciertos por Estados Unidos.
En julio de 2011, la banda, con Travis Warren, realiza su primera gira por Sudamérica. Se presentaron en el Niceto Club de Buenos Aires, Argentina, y en el Teatro Caupolicán de Santiago de Chile. En ambos conciertos, recibieron gran ovación de un público que esperó muchos años verlos.

## Miembros

### Actuales
- Christopher Thorn - Guitarra, mandolina y armónica. (1990-1996, 2006-2008, 2010-actualidad)
- Rogers Stevens - Guitarra y piano. (1990-1996, 2006-2008, 2010-actualidad)
- Brad Smith - Bajo, flauta y coros. (1990-1996, 2006-2008, 2010-actualidad)
- Glen Graham - Batería y percusión. (1990-1996, 2006-2008, 2010-actualidad)
- Travis T Warren - Voz y guitarra. (2006-2008, 2010-actualidad)

### Pasados
- Shannon Hoon - Voz (1990 - 1995, su muerte.)

## Discografía
- 1992. Blind Melon
- 1995. Soup
- 1996. Nico
- 2002. Classic Masters
- 2005. The Best of Blind Melon
- 2006. Live at the Palace
- 2008. For My Friends